# Лавров, Николай Иванович
Николай Иванович Лавров (1761 — 29 ноября (11 декабря) 1813) — генерал-лейтенант русской императорской армии времён Наполеоновских войн.

## Биография
Происходил из дворян Калужской губернии. Родился в 1761 году в семье генерал-майора Ивана Петровича Лаврова и Прасковьи Богдановны, двоюродной сестры генерал-аншефа Александра Бибикова. Военную карьеру начал рядовым лейб-гвардии Преображенского полка (зачислен 1 января 1777 года), впоследствии дослужился до поручика. С присвоением звания секунд-майора 15 мая 1789 года был переведён в 1-й батальон Бугского егерского корпуса, с которым в том же году сражался под Каушанами, занимал Аккерман (современная Белгород-Днестровская крепость) и Бендеры.
В 1790 году участвовал во взятии Килии и штурме Измаила, где получил пулевые ранения в правую ногу и левую руку. Отличившись при Измаиле, был произведён в премьер-майоры. В 1791 году участвовал в разгроме 23-тысячного турецкого войска при Бабадаге и Мачинском сражении. За проявленную храбрость 18 марта 1792 года был награждён орденом Св. Георгия 4-й степени.
В 1792 и 1794 годах воевал в Польше. В 1793 году в составе посольства, возглавляемого Кутузовым, посетил Стамбул. С 20 апреля 1797 года — подполковник с назначением бригад-майором при императоре Павле I (то есть выполнял адъютантские функции при императоре, формально не входя в свиту), а уже 11 сентября 1798 года был произведён в полковники.
В 1799 году участвовал в боевых действиях русско-австрийской армии во главе с А. В. Суворовым против французских войск в Италии и Швейцарии, занимая должность дежурного штаб-офицера при главной квартире. Принимал участие в осаде и взятии Брешии и Турина, сражениях при Тидоне, Треббии, Нови, Сен-Готарде и Гларисе, где был ранен пулей в правое плечо навылет. В награду за боевые заслуги 2 ноября 1799 года получил звание генерал-майора и 28 декабря 1799 года был назначен шефом Томского 39-го пехотного полка.
Вернувшись в Россию, 15 октября 1800 года стал шефом Ширванского мушкетерского полка, занимая эту должность до 27 января 1808 года, кроме того, в том же году был назначен инспектором по инфантерии Сибирской военной инспекции и командующим войсками Сибирской укреплённой линии (командовал находившимися в Сибири мушкетёрскими полками, включая Ширванский мушкетёрский полк, и казаками).
23 августа 1806 года стал командиром бригады 8-й пехотной дивизии и вернулся в европейскую часть России. В ходе войны четвёртой коалиции отличился под Пултуском, в битве при Прейсиш-Эйлау получил тяжелое ранение осколками гранаты в правый бок. В 1808 году был назначен командующим 2-й дивизии (с 22 октября 1810 по 22 апреля 1812 — начальник дивизии); 30 августа 1811 года был удостоен звания генерал-лейтенанта и 22 апреля 1812 года назначен начальником штаба 1-й Западной армии под командованием М. Б. Барклая-де-Толли.
Через несколько дней после вторжения Наполеона, 21 июня 1812 года, он был освобождён от должности начальника штаба «по болезни» (на его место был назначен сначала маркиз Ф. Паулуччи, а 1 июля 1812 года — А. П. Ермолов) и был командующим Гвардейской пехотной дивизией (вместо Ермолова) — с 1 по 12 июля 1812 и с 23 июля по 16 сентября 1812 года. После оставления Смоленска был командиром 5-го пехотного корпуса, включавшего в себя элитные гвардейские полки.

В Бородинском сражении корпус под командованием Лаврова представлял собой основной резерв центра и правого крыла войска и находился в непосредственном распоряжении Кутузова. О назначении последнего главнокомандующим и ходе Бородинской битвы Лавров позднее писал Аракчееву: 
По приезде князя Кутузова армия оживотворилась, ибо прежний [главнокомандующий] с замерзлой душой своей замораживал и чувства всех его подчиненных. Однако же обстоятельства дел, завлекшие так далеко нас внутрь России, принудили и Кутузова сделать несколько отступных маршей, дабы соединиться с резервными силами, и наконец, 26-го числа последовало жесточайшее сражение при с. Бородине, которое продолжалось с 5 часов утра до 7 часов вечера. <…> Я имел честь командовать гвардиею, которая храбростью, послушанием и порядком заслужила похвалу от всей армии. <…> Сей день стоит ей убитыми и ранеными за 3000 человек. <…> Где смерть пожрала столько сынов России, я кое-как уцелел, но проклятые французы исстреляли моих верховых лошадей, и я теперь совсем пеш. Биваки расстроили мое здоровье. Если бог даст кончить сию утомительную войну, то минуты в службе не останусь, ибо, правда, никуда не гожусь, стар и слаб. Судя по делам, то через двое суток будет опять жарко. <…>.
20 октября 1812 года «за мужество и храбрость, оказанные в сражении против французских войск 26-го августа при Бородине» был награждён орденом Св. Георгия 3-й степени. Участвовал во всех основных сражениях осени 1812 года (под Малоярославцем, Вязьмой и Красным).
В середине января 1813 года тяжело заболел и подал прошение об отпуске, которое было удовлетворено. Скончался в ноябре того же года (по одной из версий, 29 ноября, по другой — несколько ранее, а 28 ноября исключен из списков) в сельце Холодово Орловской губернии, доставшемся Лаврову от матери.

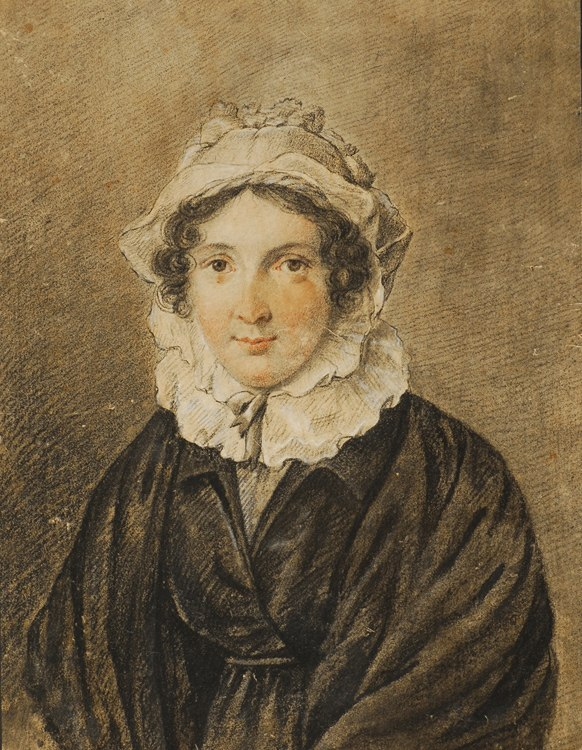
Варвара Матвеевна на портрете П. Ф. Соколова

В Военной галерее Зимнего дворца портрет Лаврова отсутствует: по словам сестры полководца, Екатерины Ивановны Лутовиновой-Сомовой, «покойный брат мой не позволял никому списывать с себя портретов и по сей-то причине оного портрета не бывало как у меня, так же и у покойной его жены». На месте портрета находится рамка, затянутая зелёным шелком, с гравированными чином, инициалами и фамилией.

## Семья
Николай Иванович Лавров был женат на Варваре Матвеевне Муромцевой (1773—1820) , дочери генерал-поручика М. В. Муромцева; с марта 1813 года кавалерственной даме Ордена Св. Екатерины (малого креста). Детей не имел. Дочь его сестры, Екатерины Ивановны Лутовиновой-Сомовой — Варвара Петровна Лутовинова, мать Ивана Тургенева.